# Nicolò Diana
Nicolò Diana (San Gimignano, 17 maggio 1996) è un attore italiano.

## Biografia
Figlio dell'attore, regista e autore teatrale Riccardo Diana e dell'attrice Maria Toesca, inizia giovanissimo, come la sorella maggiore, Camilla Diana, a recitare prima in teatro e poi in televisione e nel cinema.
Il suo primo ruolo in televisione è quello di Luca Donati nella serie TV Cuore contro cuore (2004), diretta da Riccardo Mosca e trasmessa da Canale 5. Nel 2006 appare nuovamente sul piccolo schermo nelle serie TV: Codice rosso, Nati ieri e Capri.
Nel 2007 è Carlo ne Il bambino e la befana, film TV della serie Crimini, regia dei Manetti Bros., in onda su Rai 2. Nello stesso anno esordisce nel cinema con il film La masseria delle allodole, diretto dai fratelli Taviani, in cui interpreta il ruolo di Avetis. Nel 2008 ritorna sul piccolo schermo con la miniserie TV di Canale 5, Anna e i cinque, regia di Monica Vullo, con Sabrina Ferilli e Pierre Cosso, in cui è presente la sorella maggiore Camilla Diana e anche la sorella minore, Matilde Diana.

## Filmografia

### Cinema
- La masseria delle allodole, regia di Paolo e Vittorio Taviani (2007)

### Televisione
- Cuore contro cuore – serie TV (2004)
- Codice rosso – serie TV (2006)
- Nati ieri – serie TV (2006-2007)
- Capri – serie TV (2006, 2008)
- Crimini – serie TV, episodio 1x05 (2007)
- Anna e i cinque – serie TV (2008)
- Un posto al sole – soap opera (2010)
- Non è stato mio figlio – serie TV (2016)
- Rimbocchiamoci le maniche – serie TV (2016)